# بيترا كفيتوفا
بيترا كفيتوفا (بالتشيكية: Petra Kvitová)‏ مواليد 8 مارس 1990 في التشيك. هي لاعبة كرة مضرب تشيكية محترفة. تشتهر بضرباتها اليسارية القوية والمتنوعة. فازت بلقبين من بطولات كرة المضرب الكبرى في فردي السيدات ببطولة ويمبلدون (2011، 2014)، وحاصلة على 12 بطولة ضمن بطولات رابطة محترفات كرة المضرب (WTA). أعلى تصنيف عالمي لها كان رقم. 2 في أكتوبر 2014.

## روابط خارجية
- بيترا كفيتوفا على موقع رابطة محترفات التنس (الإنجليزية)
- بيترا كفيتوفا على موقع الاتحاد الدولي لكرة المضرب (الإنجليزية)
- بيترا كفيتوفا على موقع كأس بيلي جين كينغ (الإنجليزية)
- بيترا كفيتوفا على موقع بطولة ويمبلدون (الإنجليزية)
- بيترا كفيتوفا على موقع خلاصة التنس.كوم (الإنجليزية)
- بيترا كفيتوفا على موقع اللجنة الأولمبية الدولية (الإنجليزية)
- بيترا كفيتوفا على موقع أوليمبيديا (الإنجليزية)
- بيترا كفيتوفا على موقع اللجنة الأولمبية التشيكية (التشيكية)